# Археолошки локалитет Марин До
Археолошки локалитет Марин До је вишеслојни локалитет у селу Раковац код Беочина, на брегу изнад десне обале думбовачког потока, на самом излазу из његове долине,  на коме су констатовани остаци раноримског насеља – викус и остаци касноантичке виле рустике са спекулумом или кулом стражаром. димензија 7,5 х 7,5 м.
Спекулум се датује у 4 век и истовремен је са комплексом виле рустике која се налази у долини думбовачког потока на падинама Фрушке горе.    

## Раноримско насеље – вила рустика  са спекулом
Област Бачке, која се простире  северно од Срема, омеђена је реком Дунав на западу и југу, Тисом на истоку. У античком периоду Дунав је представљао како границу провиције Доња Панонија, односно Друга Панонија, тако и границу Римског царства према областима које су насељавала варварска племена.
Десна обала Дунава и уски појас на левој обали биле су обезбеђене низом утврђења и осматрачница, а у време Диоклецијанове владавине, уз реконструкцију старих утврђења на десној обали, подижу се и утврђења на левој обали Дунава.
У залеђу лимеса, на простору јужно од Дунава, подизана су пољопривредна имања која су пружала економску потпору. Равничарска област северно од Дунава (Barbaricum, како су га Римљани звали)  није била под потпуном римском управом, већ је била насељена  номадским варварским племенима ,  (која су својим честим упадима угрожавала граничну област, временом и унутрашњост провинције. 
Пљачке и уништавања која су пратила упаде варварских племена, утицале су на начин градње вила рустика у залеђу границе. Имања су била ограђена масивним зидовима, а у оквиру имања подизане су и куле осматрачнице. 
У овој области делимично је истражена једна вила рустика која се налазила на падинама Фрушке горе, између каструма Bononia (Баноштор) и Cusum (Петроварадин).  Ова вила рустика   указује на јасну поделу имања на pars rustica и pars urbana.  Објекти нису гравитирали око резиденцијалне грађевине, већ је распоред био условљен конфигурацијом терена, на шта указују археолошка истраживања локалитете Марин До. У непосредној близини виле рустике налазила се кула стражара подигнута  на падини брега одакле је био отворен видик ка обали Дунава. Положај куле омогућавао је добар преглед долине, благовремено реаговање у случају опасности и пружао је заштиту и улазу у вилу. Овакве куле уобичајене су у периоду касне антике дуж Лимеса, издвојене или у склопу вила и служиле су за заштиту граничне линије и становника вила. 

## Археолошки остаци касноантичке виле рустике са спекулом
Археолошки локалитет Марин До се налази у долини Думбовачког потока, воденог ток на Фрушкој гори, на десној долинској страни слива Дунава,  у општини Беочин. Северна и јужна граница локалитете са остацима некадашњих вила поклапале су се са насељем из 1. века.
Позиција на којој је спекулум (кула стражара)  налази омогућавала је његовој посади контролу над долином думбовачког потока на југу али и, што је важније, контролу над трасом лимеског пута који је ишао ближе обали Дунава, северно од спекулума.

Положај виле говори о њеном значају у снабдевању војске пољопривредним, могуће и занатским производима. Природни услови више су погодовали сточарству па и виноградарству, али и производња житарица. Остаци животињских костију у Думбову – локалитету у Фрушкој гори из римског царског периода.

## Заштита
Локалитет  Марин До је од 1967. године проглашен за заштићено културно добро (заведено под ознаком АН 142). Док су остаци спекуле  1964. године стављена под заштиту Закона (заведено под ознаком АН 111).

## Археолошка истраживања
Прва археолошка истраживања која су спроведене 1963. године, резултовала су сазнањем да  у долини Думбовачког потока и у профилима потока постоје остаци зидова, а на источном брегу остатаци спекуле (куле стражаре) из римског периода. 
Заштитна археолошка ископавања започета су тек 1972. године, паралелно са изградњом погона Беочинске фабрике цемента, и трајала су до 1976. године. Током ових ископавања утврђена су два стамбена хоризонта:
На брегу - старији хоризонт са остацима викуса из 1. и с почетка 2. века;
У долини Думбовачког потока - млађи хоризонт са остацима виле рустике са кулом стражаром (лат. specula) из 4. века, која се налазила на падини брега са којег је могла да се посматра обала Дунава и штити улаз у вилу.
Делимично су истражене три грађевине, односно два грађевинска комплекса:
- комплекс грађевина 1 - на северу
- комплекс грађевине 2 и 3 - на око 120 m јужније комплекса грађевине 1.

## Грађевина један
Грађевина означена бројем један (делимично истражена), у основи је димензија 20 х 13,5 , са дужом страном оријентисана је правцем север-југ. 
Ископавањима су откривена два обимна зида  и коридор:
Северни зид три  — са два спољашња пиластра димензија је 0,6 х 0,6 m.
Јужни зид четири
Коридор  — који је спајао северни и јужни зид у дужину од 20 m, ширине од 1,6 m.Он је са  западне и источне стране био омеђен делимично очуваним зидовима 1 и 2. На основу начин градње пода коридора може се претпоставити да коридор није био покривен и да је служио као светларник или дворишни пролаз. Коридор је са западне и источне стране био омеђен делимично очуваним зидовима 1 и 2 , дебљине 50 сm, односно 45-48 сm
Зидови грађевине 1 зидани су у неправилном слогу, од необрађеног ломљеног камена и облутака везаних негашеним кречним малтером са ситним шљунком и истуцаном опеком, без наглашене темељне стопе.  Под очуван у виду фрагмената грађен је од малтерног премаза дебљине 10 сm, 438 а под коридора грађен је од камених облутака заливених у малтерском премазу од негашеног креча и истуцане опеке дебљине 23 сm, постављених на слој набијене земље.

## Грађевина два
Непосредно уз леву обалу Думбовачког потока налазе се остаци грађевине означени бројем два, која је временом  под дејством ерозијр потока знатно оштећена. 
Грађевина је подигнута на остацима колибе из 1. века, површине 20,75 m. Оријентисана је у правцу север-југ и 7,5 m у правцу исток-запад. На јужном делу, у профилу потока, налазила су се два зида која су вероватно затварала југоисточни угао грађевине. 
Источни зид два који се у дужини од 20,75 m пружао правцем север-југ, подигнут је на поду од набоја колибе викуса. 
На западном лицу зида налазио се пиластар димензија 0,6 х 0,15 m. Зид је на северном крају био оштећен, а на јужном везан са зидом  један који се пружао у правцу исток-запад и са њим формирао југоисточни угао грађевине. Део зида изнад темељне стопе очуван је у висини од 0,5 m. У зиду један констатован је пролаз, који је секундарно зазидан.  
Зид два грађен је од необрађеног,  камена форме тесаника или облутака, широко фугован танким слојем финог, жућкастог малтера дебљине 2 сm. У малтеру су двоструко урезане хоризонталне, вертикалне и косе линије, које прате форму камена. 
Темељ је, који је изнад темељне стопе висок 0,45 m, грађен је од крупнијих облутака заливених малтером. У доњем делу, до висине 0,58 m, зидан је од мањих облутака сложених у редове, без везива. 

Са обе стране зида 2, у ширини 1,5 m налазили су се остаци урушене кровне конструкције од тегула и имбрекса, као и остаци гвоздених ексери и остаци горелих греда и дасака. 
Испод шута констатован је ниво пода. Уз источно лице зида нађена су in situ три плочаста камена, уз западни сокл плоча од камена димензија 0,58 х 0,85 m, а северније компактна подлога од ситних облутака и ломљене опеке. У секундарном положају откривени су фрагменти малтерног пода од жућкастобеличастог малтера и ситног шљунка, дебљине 10 сm.

## Грађевина три
Током археолошких истраживања откривен је северни део грађевине три, позициониране западно од грађевине два, размештене на површини  15,7 х 3,5 m,  
Фасадни зид два и преградни зид један исте су структуре као и зидови грађевине два. На спољњој страни и угловима налазили су се пиластри димензија 0,6 х 0,4 m. Шут од кровних тегула и имбрекса нађен је са обе стране зида два, али је компактнији у унутрашњости грађевине.   
Унутар грађевине, у профилима, уочени су суспензура пода од негашеног креча, истуцане опеке и шљунка дебљине 8-12 сm и зидне опеке.  
На обимном зиду два највероватније се налазио прозор, на шта указује велика количина фрагмената равног стакла нађена у нивоу пода између зидова један и два, у слоју гарежи.
На површини између грађевине једна и грађевина два и три откривени су трагови пободеног коља што указује на ограђивање одређеног простора. 
Редак покретни материјал, као што су тегуле мамате које су указивале на вертикално загревање и фрагменти зидног малтера са траговима боје, навели су истраживаче на претпоставку да се овде налазила репрезентативна грађевина.441
Намена

Покретни материјал пронађен ископавањем грађевине три указује на њен економски карактер. 
Гвоздене алатке за ручну обраду земље, дрводељски алат, секире, гвоздена згура и гвоздени наковањ...уз претпоставку да се овде налазила и ковачница која је служила за израду и оправку пољопривредних алатки за потребе имања...а трагови коља откривени на површини између грађевине један и грађевина два и три могу указати на ограђен простор или за животиње или простор на коме су се налазиле баште.179-180

## Спекула
Спекула или кула-стражара димензија 7,5 х 7,5 m налазила се на нижем платоу источног брега. Овакве куле уобичајене су у периоду касне антике дуж Лимеса, издвојене или у склопу вила и служиле су за заштиту граничне линије и становника вила. 
Од спекула очувана је само половина квадратне основе. Зидови су  видљиви у темељној зони, сем у источном делу, где је очуван један ред опека.  
Зид куле грађен је од опека које су формирале оба лица, док је међупростор ширине око 20 сm испуњен масом од ломљеног камена, опеке и малтера. Дебљина спојница између опека димензија 0,36-0,4 х 0,26-0,29 х 0,04-0,065 сm, износила је 4 до 6 сm.
Темељ је грађен од ломљеног камена различите величине и крупнијег речног облутка везаних кречним малтером са песком и ситним шљунком. На спољним ивицама видљив је сокл, који због неправилно зиданог темеља варира од 2 до 11 сm. Дебљина темеља северног зида износила је 94 сm, источног од 94 до 100 сm, а јужног 85 сm.

## Покретни материјални остаци
На простору све три грађевине нађени су бројни покретни налази:
- Бројни фрагменти римске провинцијске керамике.442
- Бројне гвоздене алатке, луковичасте и прстенасте фибуле, бронзани окови за појасну гарнитуру облика амфоре и срца, бронзана тракаста наруквица, бронзана оплата са траговима позлате са сценом подунавских коњаника, вероватно за дрвену кутију.443
- Већи број клинова, клампфи, реза, кључева за дрвене и гвоздене браве.444
- Бројни алати и производи ковачнице - гвоздене алатке: секира, ашов, чекић, длета, турпије и гвоздена згура.[а]
- Сачувани дрводељски алат: длета и турпије, гвоздени наковањ.[б]
- Велика количина фрагмената равног стакла, највероватније прозорског.